# Hesperobaenus rufipes
Hesperobaenus rufipes es una especie de coleóptero de la familia Monotomidae.

## Distribución geográfica
Habita en Estados Unidos.